# Giacinto Gigante

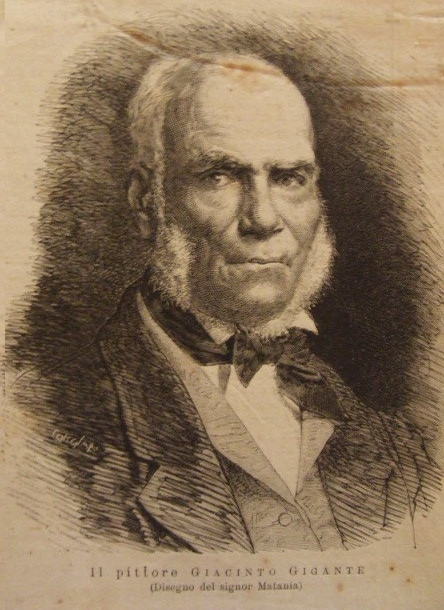
Giacinto Gigante

Giacinto Francesco Paolo Gigante (* 11. Juli 1806 in Neapel; † 29. November 1876 ebenda) war ein italienischer Maler, Zeichner und Graphiker. Er gehörte zur Schule von Posillipo.

## Leben

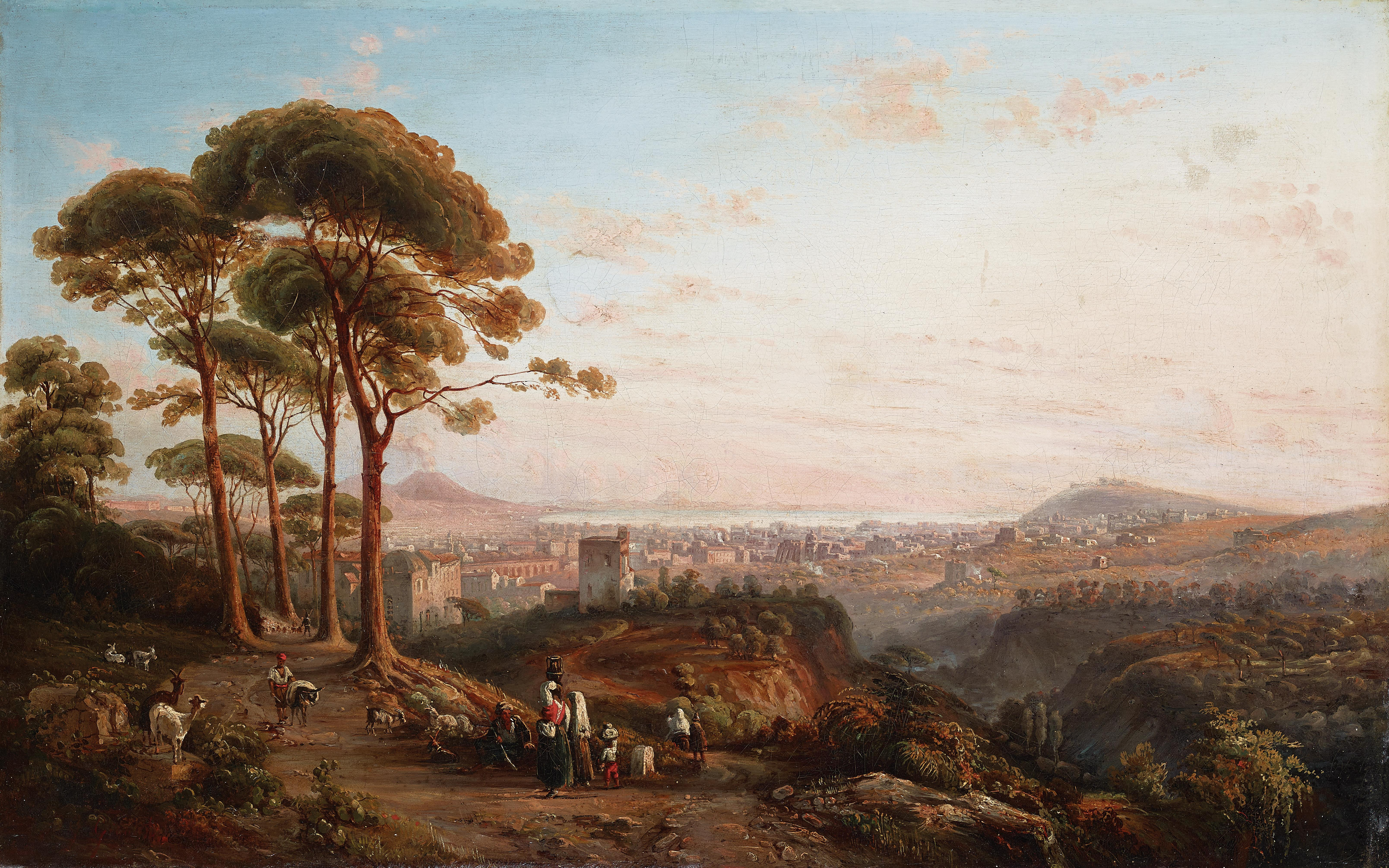
Ansicht von Neapel von La Conocchia aus (undatiert)

Gigante wurde 1806 als Sohn des Malers Gaetano Gigante und dessen Frau Annamaria Fatati geboren. Schon früh lernte Gigante bei seinem Vater. 1820 studierte er einige Monate bei dem Maler Jakob Wilhelm Huber, der ihm die Grundlagen des Zeichnens vermittelte und ihn wohl auch im Umgang mit Aquarellfarben schulte. Gleichzeitig brachte sich der junge Maler die Techniken der Lithografie und der Radierung bei. Um 1822/23 arbeitete Gigante in ausführender Funktion für das Officio Topografico und war an der Ausarbeitung eines Stadtgebietsplanes von Neapel beteiligt. 1821 wechselte Gigante in die Werkstatt des holländischen Landschaftsmalers Anton Sminck van Pitloo. Nach einem umfangreichen Konvolut von Zeichnungen entstand 1824 als erstes Ölgemälde eine Ansicht des Lago di Lucrino. Durch Pitloo entwickelte Gigante einen von der neapolitanischen Vedutenmalerei des 17. und 18. Jahrhunderts unabhängigen Blick auf die Landschaft und nahm Anregungen von Künstlern wie William Turner und Johan Christian Clausen Dahl auf, die sich in diesen Jahren in Neapel aufhielten.
1826 ging Gigante nach Rom, wo er sich auch später wiederholt aufhielt. Kurze Zeit war er Mitarbeiter des Schweizer Malers Johann Jakob Wolfensberger. 1829 bis 1832 war Gigante an dem dreibändigen Werk „Viaggio Pittorico nel Regno delle due Sicilie“" von Raffaele Liberatore beteiligt und fertigte Zeichnungen von Sehenswürdigkeiten des Königreichs Sizilien an, die dann lithografiert wurden. 1832 heiratete er Eloisa Vianelli, die Schwester des befreundeten Malers Achille Vianelli, mit dem er schon 1820 bei Huber studiert hatte. Das Paar bekam acht Töchter.
Ende der 1820er Jahre knüpfte Gigante enge Kontakte zur russischen Aristokratie, was ihm zahlreiche Aufträge einbrachte. Für Kaiser Nikolaus I. malte der Italiener die beiden Großformate La veduta di Napoli da Villa Graven und La Tomba di Virgilio aus. Für die Kaiserin malte er ein die berühmtesten Sehenswürdigkeiten enthaltendes Album und ein Ölgemälde. Nachdem sich Neapel gegen die Bourbonen erhob, ging Gigante 1848 nach Sorrent. Sein Stil wandelte sich hier und die Landschaftsbilder waren zunehmend von der Romantik beeinflusst.
1850 bekam Gigante Kontakte zum bourbonischen Hof und führt einige Zeichnungen für die österreichische Erzherzogin Maria Theresia aus. Von Ferdinand I. wurde er zum Ritter des königlichen Ordens erhoben und unterrichtete ab 1851 die Prinzessinnen in Malerei. Bis 1855 nahm er an zahlreichen Reisen der Königsfamilie teil. Dabei entstanden zahlreiche Aquarelle mit romantischer Auffassung der Landschaft, die einen endgültigen Abschied von der Vedutenmalerei markierten.
In den 1850er Jahren entstanden zahlreiche meisterhafte Aquarelle mit Motiven aus Pompeji. In den 1860er Jahren verabschiedete sich Gigante von den Landschaftsdarstellungen und malte vor allem Innenansichten von neapolitanischen Kirchen, darunter auch La Cappella di San Gennaro nel Duomo di Napoli, das 1867 auf der Weltausstellung in Paris gezeigt wurde. Gigantes Spätwerk ist geprägt von einer Auflösung des Pinselstrichs zugunsten kurzer Farbtupfen, die architektonische Details verschwimmen lassen und den atmosphärischen Gesamteindruck der Interieurs hervorheben.